# 駐輪場

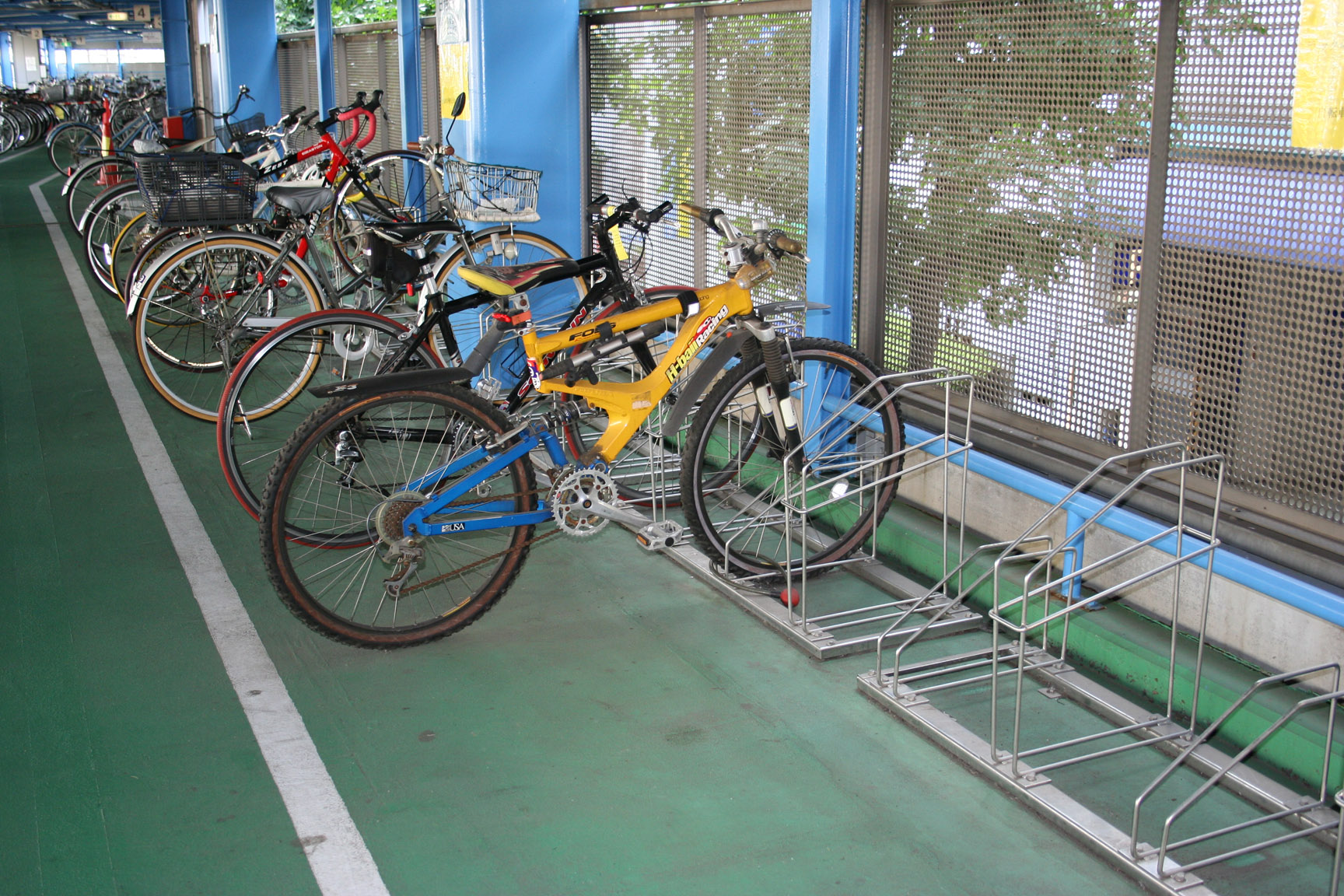
駐輪場。屋内式で前輪を固定するためのラックがついている（東京都豊島区）

駐輪場（ちゅうりんじょう）とは、自転車を駐輪（駐車）するために許可、指定された場所、又は施設のことである。

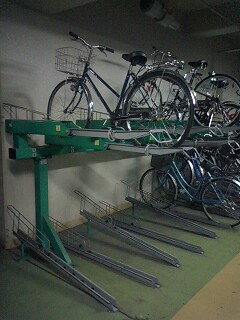
上下二段式のラック。より多くの自転車を駐輪できる（川崎市高津区）

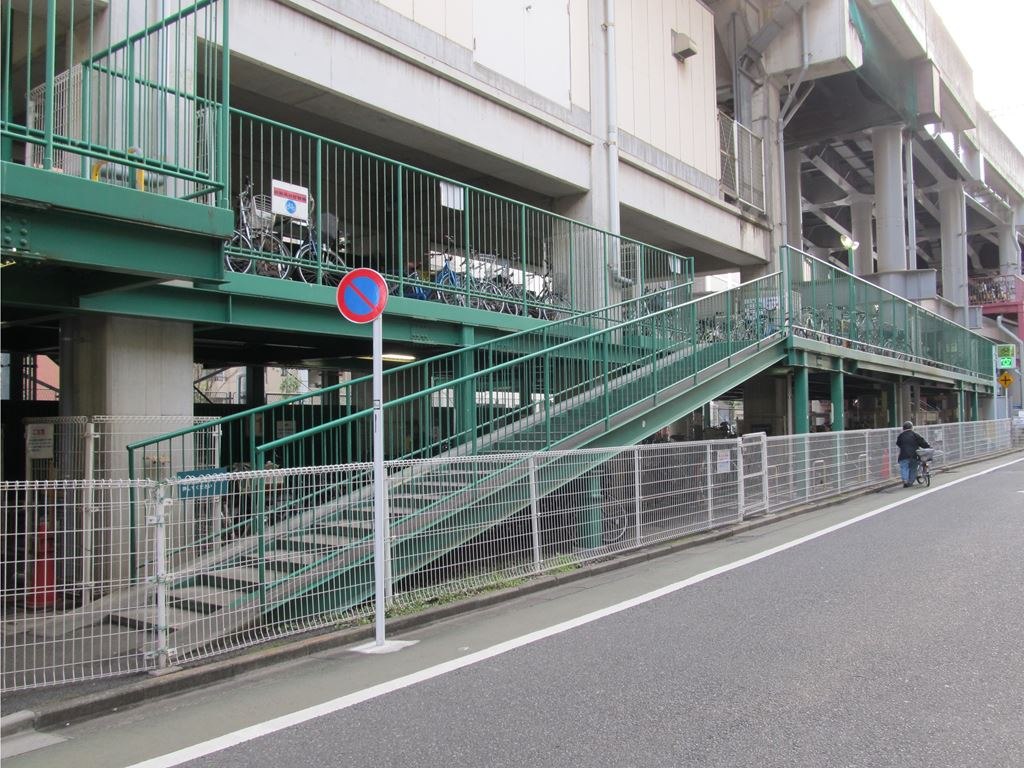
立体自転車駐輪場

日本は世界的に見て自転車の保有台数が多く、一人当たりの保有率も高く、交通システムの中で自転車の占める割合（交通分担率）が高い国である。日本の鉄道駅や商業施設、学校、集合住宅などには多くの自転車が集まる為、駐輪するべき場所（駐輪場）を用意して、混乱を避けている。日本では駅前を中心に多くの駐輪場が作られており、収容台数は約432万台に達するという。また一箇所で数千台を収容できる大規模な駐輪場や地下式・機械式など様々なタイプの駐輪場がある。
| 順位 | 名前                     | 収容台数 | 方式         |
| ---- | ------------------------ | -------- | ------------ |
| 1    | 東大宮駅東口自転車駐車場 | 5508台   | 地下         |
| 2    | 葛西駅東口駐輪場         | 4900台   | 地下・機械式 |
| 3    | 葛西駅西口駐輪場         | 4500台   | 地下・機械式 |
| 4    | 新三郷駅西口自転車駐車場 | 4376台   |              |
| 5    | 久喜駅東口自転車駐車場   | 4240台   |              |

## 歴史
日本初の公営駐輪場は1973年（昭和48年）に小岩駅の高架下に完成した。日本の自転車の保有台数は2000年（平成12年）まで急増し、1970年代後半から都市部の駅前などに自転車があふれて、社会問題化した。そのため1980年（昭和55年）に「自転車の安全利用の促進及び自転車駐車場の整備に関する法律」（旧自転車法）、1994年（平成6年）には「自転車の安全利用の促進及び自転車等の駐車対策の総合的推進に関する法律」（自転車法）が作られた。駅前の駐輪場は市区町村が中心になって整備を進め、2009年の収容能力は30年前の約7倍（約432万台）に達した。
一方で商店街などの駅前施設に隣接する駐輪場の整備は遅れており、放置自転車の一因になっている。また既存の駐輪場も「位置が駅から遠い、一台あたりのスペースや二段式ラックなど自転車の出し入れが難しい、（高架下など）暗くひと気が少ないために防犯上不安、営業時間が短い（夜間は利用不可）」などの不満から、料金支払いに抵抗が生じることもある。駐輪場は市区町村が附置義務条例を定めれば、鉄道事業者（鉄道駅）や官公署・学校等の教育施設・百貨店、スーパーマーケット、その他の商業施設など「大量の駐車需要を生じさせる施設」に対して強制的に作らせることが出来る。しかし都心部では地価が高く、建設用地の確保が困難であったり、建設は出来たとしても、大規模な駐輪場は年間の運営費が1台あたり数万円かかるなどの多くの問題も出てきている。2003年には豊島区が鉄道事業者に対して条例で課税（目的税）して費用の原因者負担を求めるという施策を行ったが、同税は後に廃止されている。
1977年（昭和52年）頃は駐輪場の収容台数（約60万台）より放置自転車の数（約68万台）の方が多く、駐輪場不足が深刻だった。問題を早急に解消するために、駅から多少離れていても高架下などに空き地があれば、駐輪場を建設したが、あまり距離があると利用され難いため、都心部や駅前の限られた土地を有効活用できる地下式や機械式、歩道スペースを利用した路上駐輪場など新しいタイプの駐輪場が近年登場してきている。特に2000年代後半は規制緩和が進んで、駅前広場の地下などに機械式駐輪場を建設できるようになった。一方、駐輪場の有料化など、後ろ向きの動きが懸念されている。

### 設置場所

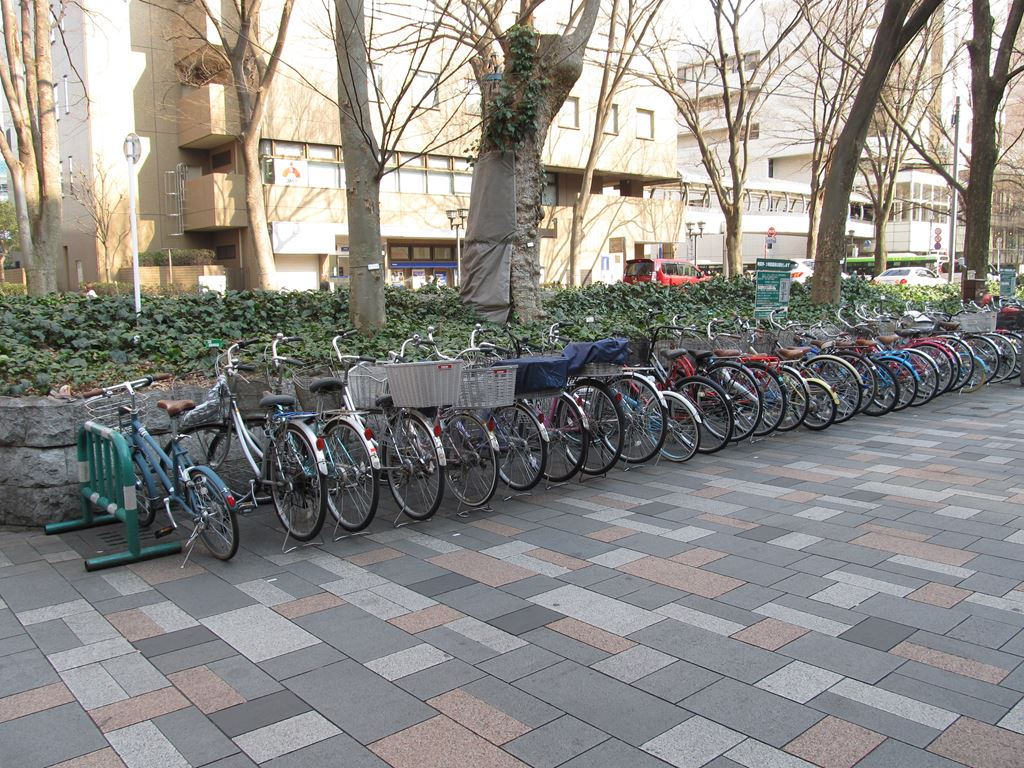
歩道を利用した駐輪場

#### 鉄道駅周辺
駅周辺の駐輪場の多くは地方公共団体や財団法人（自転車駐車場整備センターや自転車普及協会など）などが管理事業者の公営駐輪場である。公営駐輪場には無料駐輪場や有料駐輪場（定期利用・当日利用）、利用登録制駐輪場などがある。内閣府の調査では、公営の有料駐輪場の料金は25円〜5000円/月で、平均は1632円/月である。

#### 商業施設
一定規模以上の小売店は駐輪場を整備する義務がある。例えば面積が1000平方メートル以上の店舗には大規模小売店舗立地法が適用される。法律の運用指針は店舗の敷地内にピーク時に対応した駐輪場を整備するように求めており、基準として店舗面積35平方メートルあたり1台を例示している。また市区町村が附置義務条例で、より厳しい条件を課される事がある。対象となる店舗面積や設置基準は条例によって異なるが、平均すると420平方メートル以上の店舗に対して、21.6平方メートルあたり１台の駐輪場を整備するように求めている。つまり大店立地法によれば1000平方メートルの店舗は29台、平均的な条例によれば420平方メートルの店舗は19台の駐輪場を整備しなければならないという事になる。無料のものが多いが、コインパーキング（後述）を導入している場合もある。

#### 集合住宅
自治体によってはワンルームマンションに対しても附置義務条例を定めている場合がある。例えば大阪市は30戸以上の集合住宅に対して、「ワンルーム形式住戸数1戸ごとに0.7台」「ファミリー形式住戸数1戸ごとに1台」の駐輪場の整備を求めている。

### 設置形式

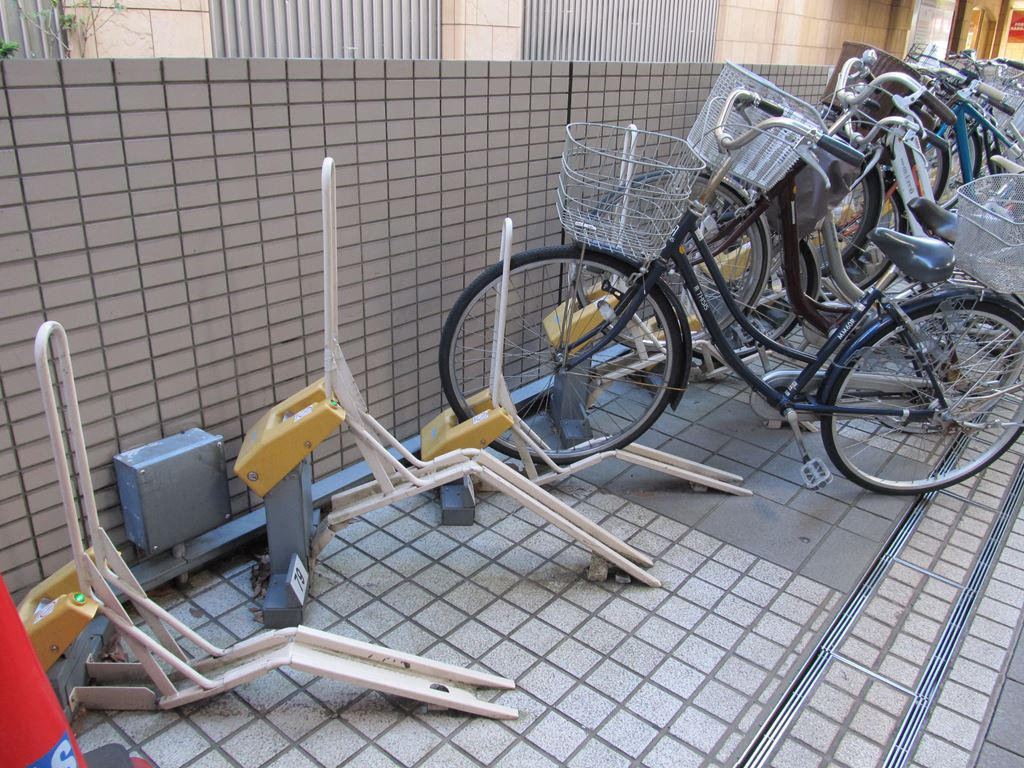
平面式駐輪場ラック

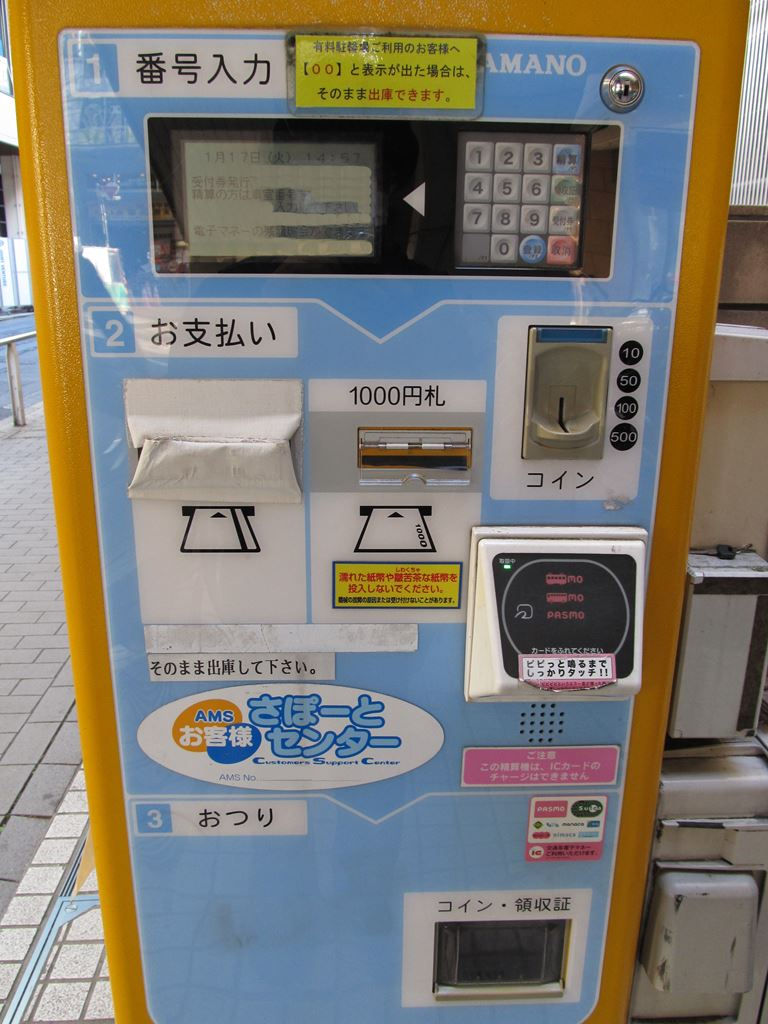
交通系電子マネー対応駐輪料金精算機

平面式駐輪場屋外の更地や平屋の駐輪場である。面積あたりの収容台数は比較的少ないが、上下移動が不要で、空きスペースを見つけやすく利用者が使いやすい事と、バイク用のエレベーターが不要という利点がある。特に屋外駐輪場は建設コストが安く、建築基準法や消防法などが適用されず、用途制限地域にも作りやすい。
階層式駐輪場（立体駐輪場）二階建て以上か、地下駐輪場のこと。狭い土地やターミナル駅のように利用者が多い駅で、面積あたりの収容台数を増やすことができる。しかし利用者は上下移動が必要で、空きスペースを見つけにくい事や、上層階の利用率が下がる事、バイクを収容する場合はエレベーターや特殊な耐火・消火設備が必要で、建設費がかかるという欠点もある。高架下やペデストリアンデッキの一部を利用したり、定期利用者と一時利用者を階層で分けたりするケースもある。
地下駐輪場階層式駐輪場の一種で、用地取得が困難な場合に効果を発揮する。しかし建設費や維持管理費が高いことと、占用許可が必要で民間では設置しにくいという欠点がある。地下鉄の敷設に合わせて、作られる場合もある。
機械式駐輪場いわゆるタワーパーキングの自転車版で、自転車を入れるとタワー内の空いている駐車スペースへ自動的に格納される。地下駐輪場方式と組み合わさり、地下スペースに格納されるタイプも出てきている。格納方式としては自転車をエレベーターで上下して棚に格納するエレベータースライド方式、天井から吊るすラック懸架方式、自転車を載せた棚が円運動するメリーゴーランド方式などがある。また垂直方向だけでなく、水平方向に移動する物もある。収容効率が高く土地を有効活用できることや、盗難やイタズラの心配が無いこと、出し入れが簡単なこと、人員削減・無人化が出来ること、消防設備を簡略化できる場合があることから注目されている。一方、建設費が高く、稼動実績が少ないこと、タイヤ幅などの細かい制限が設けられており、規格外の自転車が利用出来ないなどの欠点がある。
路上駐輪場一定以上の幅員がある歩道上や横断歩道橋の下など、道路の一部や遊休部分を利用した駐輪場のこと。2005年の道路法施行令改正による規制緩和で設置が可能になった。法律上は「道路の附属物」という扱いで、都市計画道路の一部としても作る事も出来、2007年からは道路管理者以外の公共団体や民間事業者も整備できるようになった。

### 設備

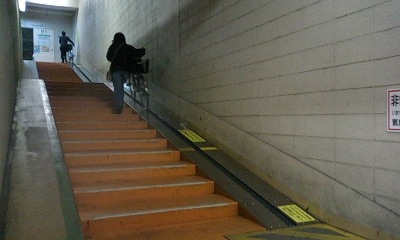
ベルトコンベアのついた階段

上屋（うわや）最もシンプルな平面式屋外駐輪場は空き地に砂利が敷いてあるだけだが、路面をコンクリートで舗装して、柱と屋根のみで壁の無い建物（上屋、サイクルポート）が建っている場合がある。
サイクルラック自転車を載せる台のこと。上下二段に駐輪することができる2段式や、ラックをスライドさせて駐輪するスライド式（平面式・平置式、段差式）などがあり、面積あたりの収容台数を増やしている。人力収納方式（自走式）の駐輪場に用意してある。
昇降設備階層式駐輪場で、自転車やバイクを押し歩きして上下階へ登り降りするための設備のこと。斜路や斜路付き階段、搬送コンベア設置階段、バイク用のエレベーターなどがある。
コインパーキング自動車のコインパーキングの自転車版で、ラックに駐輪すると自転車の前輪が電磁的にロックされて、後払い方式で自転車を取り出せる仕組みになっている。比較的小型で歩道などにも設置する事ができ、全自動の機械装置であるため24時間の無人運用が可能である為、近年増えているタイプ。精算機は硬貨だけではなく、設置施設によっては紙幣、交通系ICカードなどの電子マネーや専用のコインにも対応しており、例えばコインを生徒や買い物客にだけ提供すれば、特定の客層にサービスを提供できる。またコンピューター制御により、短時間の近隣買い物客などには一定時間内無料で開放し、長時間駐輪の場合のみ料金を徴収すると言った運用も可能である。量販店や商店街などの商業施設でも導入が進んでいる。

### 防犯
自転車盗は1年に約37万件（2010年）発生しており、そのうちの約半数（47％）が駐輪場で発生している。愛知県警は自転車盗を防ぐために、駐輪する際には「人目があり、見通しが良く、照明設備の整った駐輪場」「防犯カメラが設置され、整理された駐輪場」を選ぶように勧めている。また丈夫な鍵を選び、ツーロック（複数施錠）することによって、格段に被害にあいにくくなるとしている。
その他、愛知県警や千葉県警では「自転車盗多発駐輪場」を発表し、注意を促している。

### 原動機付自転車の扱い

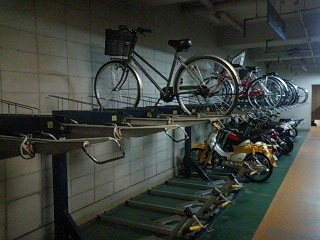
上段に自転車、下段に原動機付自転車を駐輪・駐車できるようにしたラック（川崎市高津区）

- 「自転車等駐車場」において法律の定める原動機付自転車は道路交通法に基づくもの（50cc以下の二輪など）となっている。 ただし一部の地方自治体や民間が運営する駐輪場においては、独自に施設内の整備を行って道路運送車両法に基づく原動機付自転車（125cc以下の二輪など）の駐輪を認めているところもある。
- 2006年から50cc超の自動二輪車については駐車場法の適用を受けることが定められている。

かつては原動機付自転車がオートレースを運営する日本小型自動車振興会の分野であったことから、競輪の補助により造成された駐輪場には原動機付自転車が利用できない所もあった。なお2008年に日本自転車振興会と日本小型自動車振興会がJKAとして統合され補助事業が一元化したことにより、この問題は解消された。

## ヨーロッパ
自転車の利用が盛んなヨーロッパでは、路上駐輪場が多く、前輪を固定するため垂直や逆U字形のポールやラックなどの駐輪器具を設置して利用者の便宜を図っている。また駅周辺に設けられ、あるいは駅そのものと一体化した大規模な駐輪場が、修理や販売・レンタルといったサービスも行う「自転車サービスステーション」として位置づけられている例もある。

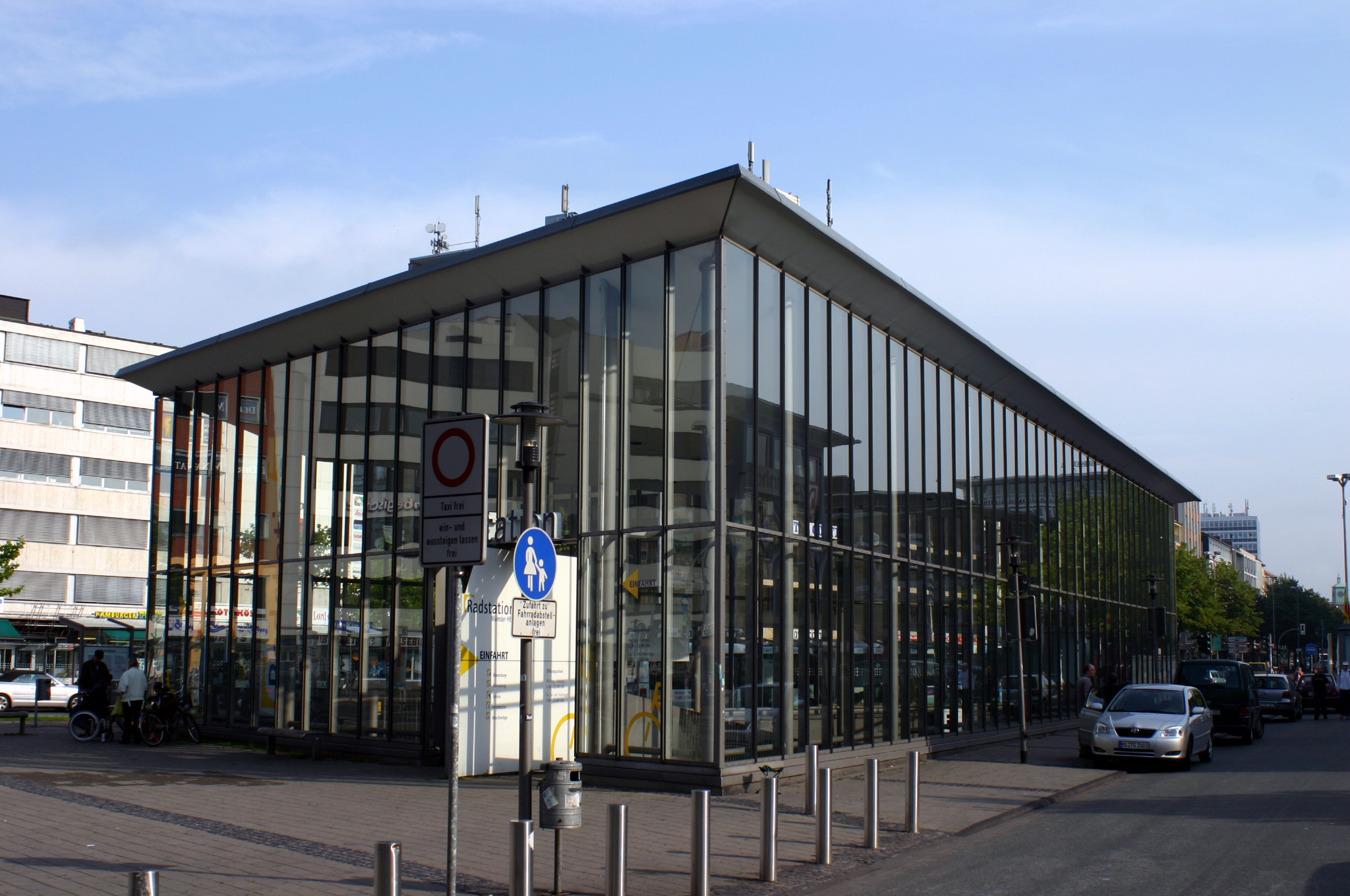
ミュンスターの自転車ステーション

ドイツ・ノルトライン＝ヴェストファーレン州では1996年から「自転車ステーション（Radstation＝ラートスタチオン）100」という鉄道駅に直結した118箇所に上る大規模駐輪場の整備が進められている。ミュンスターにある「自転車ステーション」はその第1号で、1999年、ミュンスター中央駅前広場地下に開設された。収容台数は3,300台で、ドイツ最大である。自転車の修理・レンタル・販売といったサービスを提供する施設も併設されている。地下式でありながらガラス屋根のため明るくなっており防犯効果も高めている。同州では駅構内に駐輪場を整備することを原則とし、駅から離れる場合でも200メートル以内に設置することを義務づけている。
オランダ・ユトレヒトでは、駅のプラットホーム下に駅構内地下通路と直結する駐輪場を設置している。合計7,000を収容できる大規模なもので、修理をすることのできる管理人が常駐する。

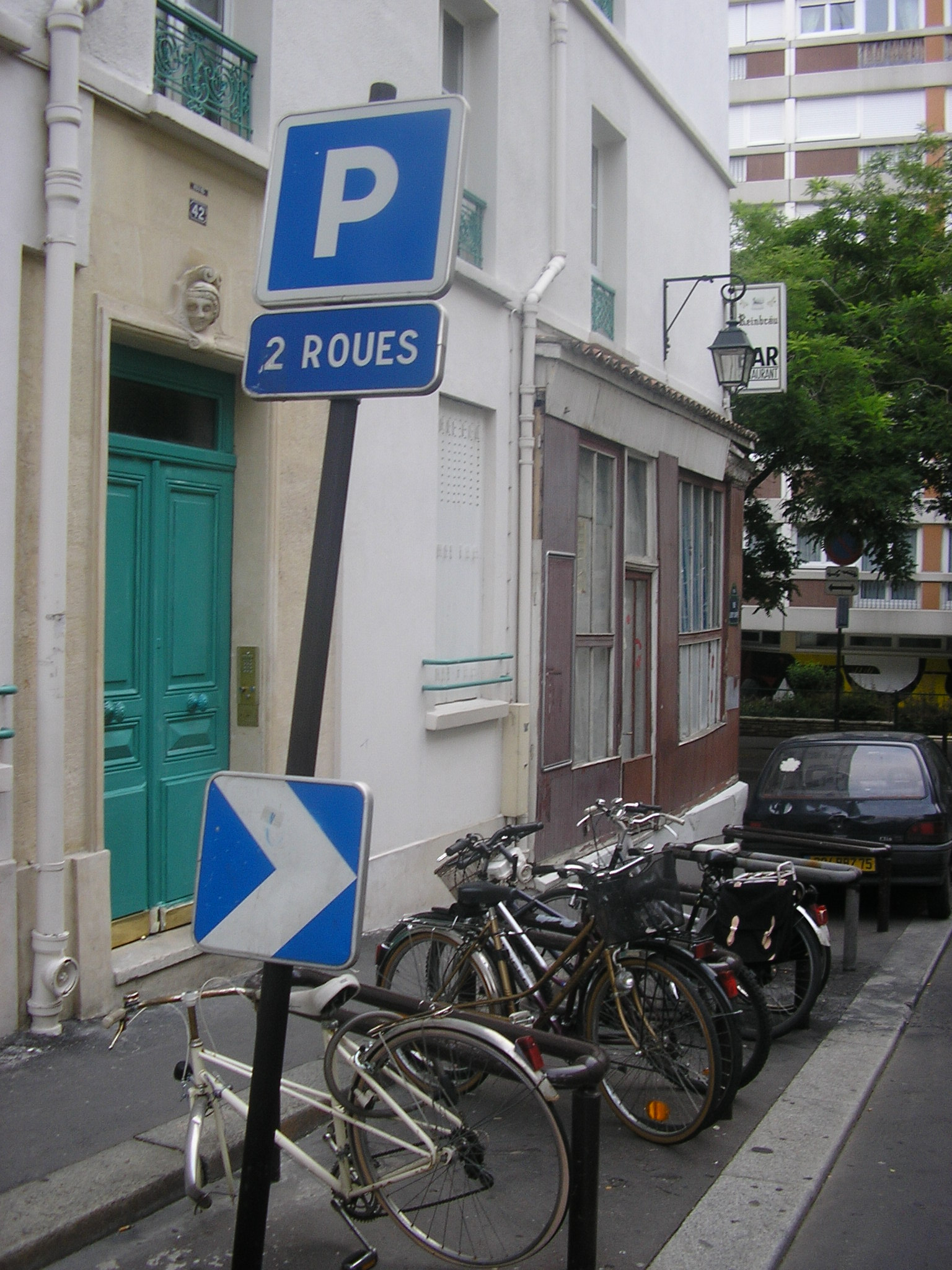
パリ
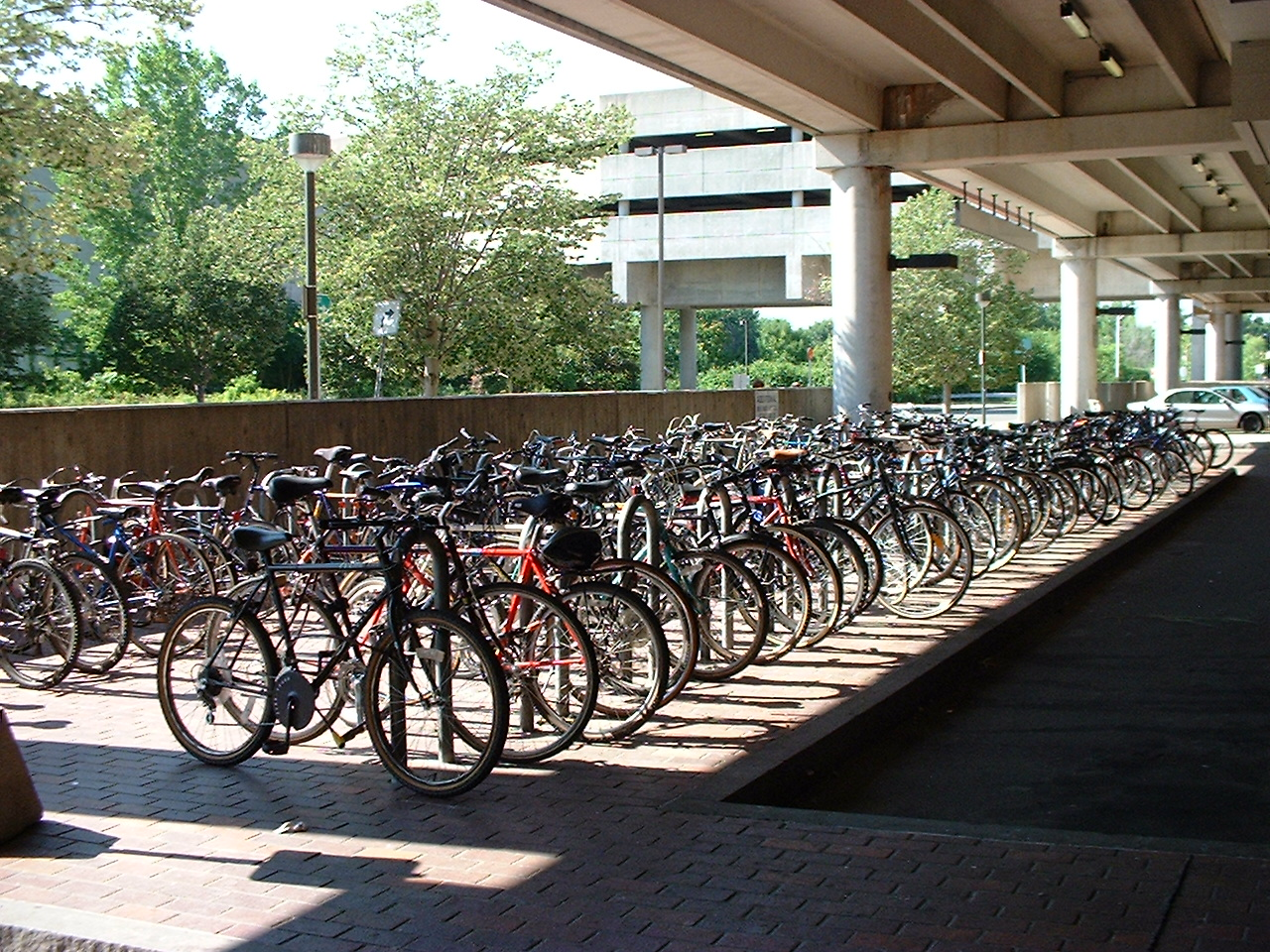
エイルワイフMBTA駅
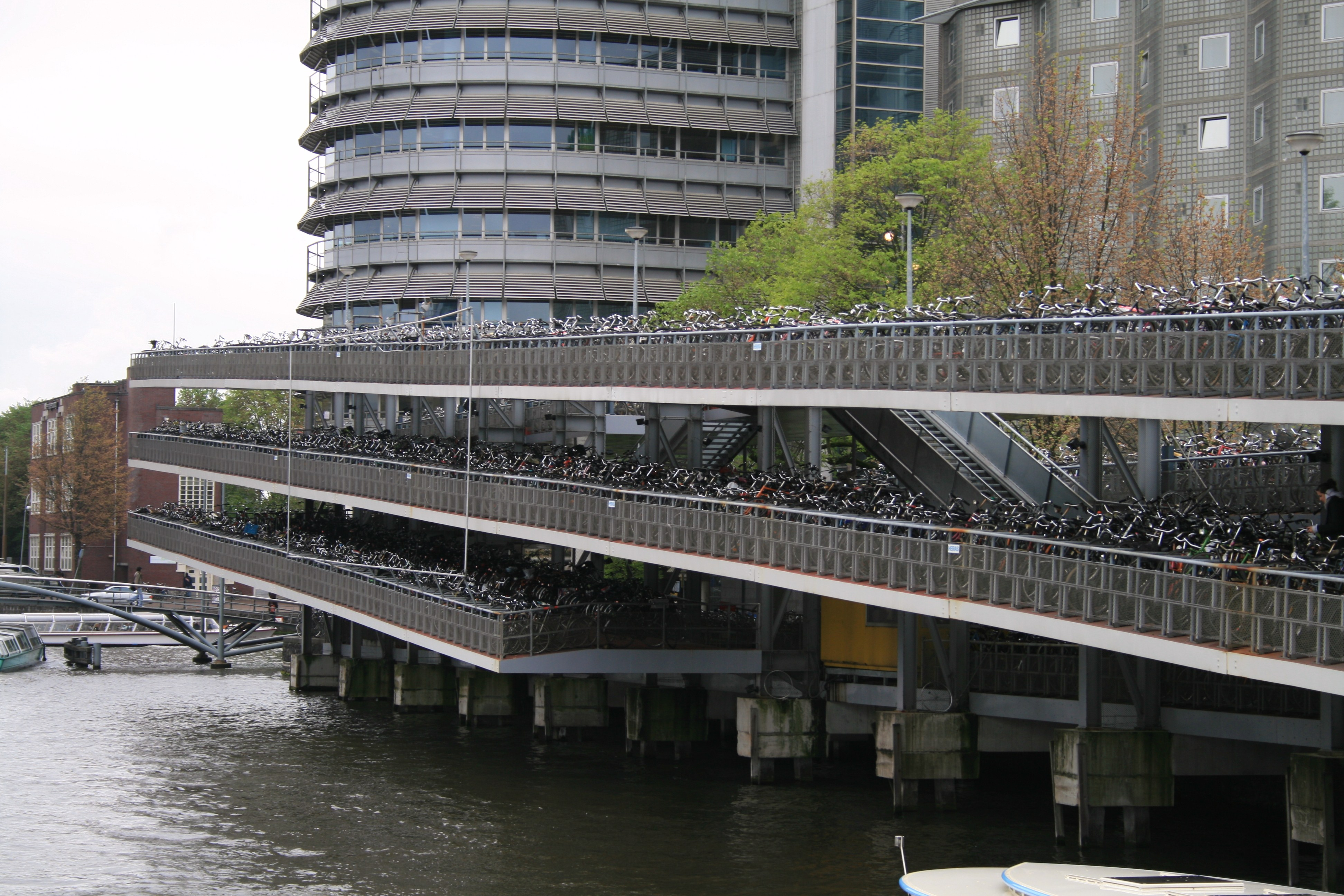
アムステルダム中央駅オランダ
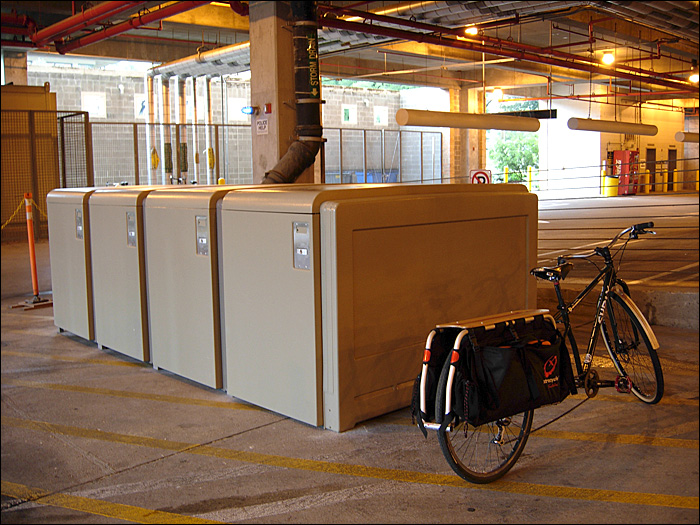
自転車ロッカー、テキサス大学